# Olympische Jugend-Sommerspiele 2014/Teilnehmer (China)
| Gelbes Symbol für Goldmedaillen mit stilisierten Olympischen Ringen | Graues Symbol für Silbermedaillen mit stilisierten Olympischen Ringen | Braundes Symbol für Bronzemedaillen mit stilisierten Olympischen Ringen |
| ------------------------------------------------------------------- | --------------------------------------------------------------------- | ----------------------------------------------------------------------- |
| 38                                                                  | 13                                                                    | 14                                                                      |

Die Volksrepublik China trug die II. Olympischen Jugend-Sommerspiele vom 16. bis 28. August 2014 in Nanjing aus. Die Mannschaft des Gastgebers bestand aus 123 Athleten, die in allen Sportarten außer der Rhythmischen Sportgymnastik vertreten waren. Mit insgesamt 65 Medaillen, darunter 38 Goldmedaillen, belegte China den ersten Platz im Medaillenspiegel.

## Athleten nach Sportarten

### Badminton
| Mädchen - He Bingjiao Einzel: Gold Mixed: Bronze (mit S.P.D. Angoda Vidanalage Sri Lanka) - Qin Jinjing Einzel: 9. Platz Mixed: 4. Platz (mit Mek Narongrit Thailand) | Jungen - Shi Yuqi Einzel: Gold Mixed: 5. Platz (mit Joy Lai Australien) - Lin Guipu Einzel: Silber Mixed: 9. Platz (mit Kim Ga-Eun Südkorea) |

### Basketball
| Mädchen - 3x3: 7. Platz - Dilana Dilixiati - Guo Zixuan - Ha Wenxi - Wang Zhen Shoot-out: 25. Platz | Jungen - 3x3: 12. Platz - Bi Pengfei - Fu Lei Dunk: Bronze - Jiao Hailong - Zhang Zhuo |

### Beachvolleyball
Mädchen
- Wang Jiaxi
- Yuan Lvwen
25. Platz

### Bogenschießen
Mädchen
- Li Jiaman
Einzel: Gold 
Mixed: Gold  (mit Luis Gabriel Moreno  Philippinen)

### Boxen
| Mädchen - Chang Yuan Fliegengewicht: Gold | Jungen - Lyu Ping Fliegengewicht: Silber |

### Fechten
| Mädchen - Huang Ali Florett Einzel: Bronze Mixed: 4. Platz (im Team Asien-Ozeanien 2) | Jungen - Huang Mengkai Florett Einzel: 7. Platz - Yan Yinghui Säbel Einzel: Bronze Mixed: 4. Platz (im Team Asien-Ozeanien 2) |

### Fußball
Mädchen
- Gold
- Chen Qiaozhu
- Chen Xia
- Fang Jie
- Jin Kun
- Li Qingtong
- Ma Xiaolan
- Tao Zhudan
- Tu Linli
- Wan Wenting
- Wang Yanwen
- Wu Xi
- Xie Qiwen
- Xu Huan
- Yan Yingying
- Zhan Ying
- Zhang Jiayun
- Zhao Yujie
- Zheng Jie

### Gewichtheben
| Mädchen - Jiang Huihua Federgewicht: Gold | Jungen - Meng Cheng Bantamgewicht: Gold |

### Golf
Jungen
- Dou Zecheng
Einzel: 10. Platz
Mixed: 17. Platz (mit Azelia Meichtry  Schweiz)

### Handball
Mädchen
- 6. Platz
- Cao Wenjie
- Han Yu
- Hao Zerong
- Lin Yanqun
- Liu Xuelu
- Shi Ziwei
- Suo Shanshan
- Xu Hanshu
- Yang Lili
- Yang Lu
- Yang Yin
- Yuan Yu
- Zhang Chunjin
- Zhang Tingting

### Hockey
Mädchen
- Gold
- Chen Yang
- Li Hong
- Liu Kailin
- Shen Yang
- Tu Yidan
- Zhang Jinrong
- Zhang Lijia
- Zhang Xindan
- Zhong Jiaqi

### Judo
| Mädchen - Liu Xiaoyu Klasse bis 52 kg: 5. Platz Mixed: 9. Platz (im Team Chochishvili) | Jungen - Wu Zhiqiang Klasse bis 66 kg: Bronze Mixed: 5. Platz (im Team Berghmans) |

### Kanu
| Mädchen - Yan Jiahua Kajak-Einer Slalom: Silber Kajak-Einer Sprint: 9. Platz | Jungen - Huang Song Kajak-Einer Slalom: Bronze Kajak-Einer Sprint: 9. Platz |

### Leichtathletik
| Mädchen - Liang Xiaojing 100 m: Gold 8 × 100 m Mixed: 20. Platz - Ma Zhenxia 5 km Gehen: Gold 8 × 100 m Mixed: 34. Platz - Sun Kangping Diskuswurf: Gold 8 × 100 m Mixed: 36. Platz - Xu Xinying Hammerwurf: Gold 8 × 100 m Mixed: 45. Platz | Jungen - Xu Zhihang 400 m Hürden: Gold 8 × 100 m Mixed: 6. Platz - He Xianghong 10 km Gehen: DNF 8 × 100 m Mixed: 40. Platz - Zhong Peifeng Weitsprung: Bronze 8 × 100 m Mixed: 58. Platz - Cheng Yulong Diskuswurf: Gold 8 × 100 m Mixed: 22. Platz - Xiang Jiabo Speerwurf: 12. Platz 8 × 100 m Mixed: 35. Platz |

### Moderner Fünfkampf
Mädchen
- Zhong Xiuting
Einzel: Gold 
Mixed: 23. Platz (mit Wilhelm Picon  Guatemala)

### Radsport
Mädchen
- Sun Jiajun
- Tan Jiale
Kombination: 25. Platz
Mixed: 24. Platz (mit Tumelo Makae und Malefetsane Lesofe  Lesotho)

### Reiten
- Li Yaofeng
Springen Einzel: 7. Platz
Springen Mannschaft: 6. Platz (im Team Asien)

### Ringen
Mädchen
- Pei Xingru
Freistil bis 60 kg: Silber

### Rudern
Mädchen
- Luo Yadan
- Pan Jie
- . Zweier: Silber

### Rugby
Mädchen
- Bronze
- Gao Xue
- Gao Yueying
- Li Tian
- Ling Chen
- Liu Xiaoqian
- Luo Yawen
- Shen Yingying
- Sun Caihong
- Wang Tingting
- Wu Fan
- Yan Meiling
- Yang Feifei

### Schießen
| Mädchen - Pei Ruijiao Luftgewehr 10 m: 6. Platz Mixed: 16. Platz (mit Nurullah Aksoy Türkei) | Jungen - Wu Jiayu Luftpistole 10 m: 7. Platz Mixed: 15. Platz (mit Audrey-Anne le Sieur Kanada) - Yang Haoran Luftgewehr 10 m: Gold Mixed: 14. Platz (mit Monika Woodhouse Australien) |

### Schwimmen
- 4 × 100 m Lagen: Gold

| Mädchen - 4 × 100 m Freistil: Gold 4 × 100 m Lagen: Gold - Qiu Yuhan 50 m Freistil: 8. Platz 100 m Freistil: Bronze 200 m Freistil: Silber 4 × 100 m Freistil: Gold - Shen Duo 100 m Freistil: Gold 200 m Freistil: Gold 4 × 100 m Freistil: Gold - He Yun 50 m Brust: 11. Platz 100 m Brust: Silber - Zhang Yufei 100 m Schmetterling: Silber 200 m Schmetterling: Silber 4 × 100 m Freistil: Gold | Jungen - 4 × 100 m Freistil: disqualifiziert (Vorlauf) 4 × 100 m Lagen: disqualifiziert (Vorlauf) - Yu Hexin 50 m Freistil: Gold 100 m Freistil: Silber 50 m Schmetterling: Gold 4 × 100 m Freistil: Gold - Li Guangyuan 100 m Rücken: Bronze 200 m Rücken: Gold 4 × 100 m Freistil: Gold - Zhang Zhihao 50 m Brust: 6. Platz 100 m Brust: 26. Platz - Li Zhuhao 50 m Schmetterling: 6. Platz 100 m Schmetterling: Gold 4 × 100 m Freistil: Gold |

### Segeln
Mädchen
- Wu Linli
Windsurfen: Gold

### Taekwondo
| Mädchen - Zhan Tianrui Klasse bis 49 kg: Bronze - Zhang Chen Klasse bis 63 kg: Bronze - Li Chen Klasse über 63 kg: Bronze | Jungen - Liu Jintao Klasse über 73 kg: Bronze |

### Tennis
Mädchen
- Xu Shilin
Einzel: Gold 
Doppel: 1. Runde
Mixed: 1. Runde (mit	Ryōtarō Matsumura  Japan)
- Ye Qiuyu
Einzel: 1. Runde
Doppel: 1. Runde
Mixed: Silber  (mit Jumpei Yamasaki  Japan)

### Tischtennis
| Mädchen - Liu Gaoyang Einzel: Gold Mixed: Gold | Jungen - Fan Zhendong Einzel: Gold Mixed: Gold |

### Trampolinturnen
| Mädchen - Zhu Xueying Einzel: Gold | Jungen - Liu Changxin Einzel: Silber |

### Triathlon
Mädchen
- Feng Jingshuang
Einzel: 23. Platz
Mixed: 13. Platz (im Team Asien 2)

### Turnen
| Mädchen - Wang Yan Einzelmehrkampf: 4. Platz Pferd: Gold Stufenbarren: Bronze Schwebebalken: Gold | Jungen - Ma Yue Einzelmehrkampf: 5. Platz Pferd: Silber Ringe: Silber |

### Wasserspringen
| Mädchen - Wu Shengping Kunstspringen: Gold Turmspringen: Gold Mixed: Silber (mit Mohab Mohymen Ishak Ägypten) | Jungen - Yang Hao Kunstspringen: Gold Turmspringen: Gold Mixed: 9. Platz (mit Veronika Lindahl Schweden) |